# Битва за Мідвей
Битва за Мідвей (англ. Battle of Midway) — морська битва на Тихому океані, що відбулася 4—7 червня 1942 року, приблизно півроку після початку війни між Японією і США і через місяць після битви у Кораловому морі. Військово-морські сили США взяли гору над імперським флотом Японії, що атакував атол Мідвей (розташований на північний захід від Гавайських островів), спричинивши тим самим поворотний пункт у війні на Тихому океані. Об'єднаний флот Японії втратив 4 важкі авіаносці, 228 літаків і найкращих пілотів та зазнав непоправних втрат, що назавжди ослабили Імперський Японський військово-морський флот.
Військовими істориками вважається також найвизначнішою морською битвою сучасності.

## Стратегічний контекст
Японія була надзвичайно успішною в досягненні її початкових цілей у війні. Попереднє планування другої фази дій почалося ще в січні 1942 р. Проте, через стратегічні розбіжності між Імперською Армією й Імперським військово-морським Флотом, також як і розбіжностями між Імперським Генштабом і Об'єднаним флотом адмірала Ісороку Ямамото формулювання ефективної стратегії було ускладнене, і стратегічні плани були завершені у квітні 1942 року. Адмірал Ямамото переміг у бюрократичній боротьбі, що вивело оперативні концепції адмірала — подальші дії в центральному Тихому океані — поперед інших планів, які включали цілі в Австралії й Індійському океані. Зрештою, ледь завуальована погроза Ямамото піти у відставку, якщо він не досягне свого, мала успіх у перенесенні його плану дій поперед інших.
Первинним стратегічним завданням Ямамото було знищення авіаносців Військово-морських сил США. Необхідність цього загострилася після нальоту бомбардувальників Б-25 підполковника Дуліттла на Токіо 18 квітня 1942 р., які злітали з авіаносця «Горнет». Наліт, незначний у військовому відношенні, був сильним психологічним потрясінням для японського народу і доводив існування прогалини в лінії оборони навколо Японських островів. Затоплення авіаносців ВМС США і захоплення Мідвею бачилися єдиним засобом усунення цієї загрози. Ямамото був переконаний, що дії проти головної бази авіаносців Перл-Гарбор викличе американську протидію. Проте, оцінюючи міць наземних ВПС США на Гаваях, він дійшов висновку, що американську базу недоцільно атакувати безпосередньо. Натомість, він вибрав атол Мідвей на крайньому північно-західному кінці низки Гавайських островів приблизно за 2100 км від Оаху. Мідвей не був особливо важливим у схемі намірів Японії; проте японці відчували, що американці розглядатимуть Мідвей як аванпост Перл-Гарбора, і тому будуть енергійно захищати атол. США справді вважали Мідвей важливим; після битви, заснування бази підводних човнів на Мідвеї збільшило зону досяжності плавання на 2400 миль. Злітна смуга на Мідвеї служила передовим пунктом для бомбардувальних нальотів на острів Вейк.

### План Ямамото
План битви Ямамото був занадто складним. До того ж, його плани ґрунтувалися на занадто оптимістичній інформації розвідки, яка свідчила, що авіаносці «Ентерпрайз» і «Горнет» 16-го оперативного з'єднання були єдиними авіаносцями США в Тихому океані: авіаносець «Лексінгтон» затонув, авіаносець «Йорктаун» був серйозно пошкоджений у битві в Кораловому морі місяцем раніше (японці вважали, що він теж затонув). Також японці знали, що авіаносець «Саратога» перебуває на ремонті на Західному узбережжі США. Тому японці вважали, що вони зустрінуть не більше, ніж два американські швидкі авіаносці.
Важливішою, проте, була віра Ямамото в те, що американців деморалізували їхні часті поразки протягом попередніх шести місяців. Ямамото відчував, що потрібен обманний маневр, аби заманити американський флот у пастку. Тому він розташував свої сили (особливо лінійні кораблі) таким чином, щоб американцям важко було виявити їхню кількість перед початком битви. Проте це означало, що японські військові судна не могли підтримувати одне одного, а будь-які вигоди від цієї тактики були нейтралізовані фактом, що Сполучені Штати декодували японські морські шифри і довідались про наміри японців.
Критичним було те, що головне угруповання лінійних кораблів і крейсерів було на віддалі кількох сотень миль від ударної групи авіаносців віце-адмірала Тюїті Наґумо. Крім того, лінійні кораблі супроводжувалися крейсерами, що мали розвідувальні літаки, які були б корисними для Наґумо.

## Вторгнення на Алеутські острови
Вторгнення японських сил на Алеутські острови 3 червня 1942 р. не дозволило використати у битві за Мідвей ще два японські авіаносці.

## Японські сили

### Перший флот
- Головна група
  - Перший дивізіон лінійних кораблів
    - Лінійні кораблі «Ямато», «Муцу», «Нагато»

  - Авіаносна група
    - Авіаносець «Хошо», есмінець «Юказе»

  - Спеціальна група
    - Транспорти гідролітаків «Тійода», «Ніссін»

  - Охоронна група
    - Легкий крейсер «Сендай», 8 есмінців

  - Постачальна група
    - 2 танкери
- Перша авіаносна ударна група — віце-адмірала Тюїті Наґумо
  - Перший авіаносний дивізіон
    - Авіаносці «Акаґі», «Каґа»

  - Другий авіаносний дивізіон — контр-адмірал Тамон Ямагуті
    - Авіаносці «Хірю», «Сорю»

  - Група підтримки
    - Восьмий дивізіон крейсерів
      - Важкі крейсери «Тоне», «Тікума»

  - Третій дивізіон лінійних кораблів (друга секція)
    - Лінійні кораблі «Харуна», «Кірішіма»

  - Охоронна група
    - Легкий крейсер «Нагара», 7 есмінців

  - Перша постачальна група
    - Есмінець «Акігумо», 5 танкерів

### Другий флот
- Головна група віце-адмірала Кондо
  - Третій дивізіон лінійних кораблів
    - Лінійні кораблі «Конго», «Хієі»

  - Четвертий дивізіон крейсерів
    - Важкі крейсери «Атаго», «Текай»

  - П'ятий дивізіон крейсерів
    - Важкі крейсери «Мійоко», «Хагуро»

  - Охоронна група
    - Легкий крейсер «Юра», 7 есмінців

  - Авіаносна група
    - Легкий авіаносець «Дзуйхо», есмінець «Мікозукі»

  - Постачальна група
    - 2 танкери, 1 ремонтне судно
- Група окупації Мідвея
  - 12 транспортів, 3 патрульні човни, 1 танкер
  - Ескортна група
    - Легкий крейсер «Джінтсу», 10 есмінців

  - Гідроавіаносна група
    - Транспорти гідролітаків «Тітосе», «Камікава Мару», 1 есмінець і патрульний човен
- Група підтримки Мідвея
  - Сьомий дивізіон крейсерів
    - Важкі крейсери «Кумано», «Сузуя», «Могамі», «Мікума»

  - Восьмий дивізіон есмінців
    - 2 есмінці

  - 1 танкер
- Тральна група
  - 4 тральщики, 3 протичовнові кораблі, 1 постачальне судно, 2 транспорти
- Передова (підводна) група (Шостий флот)
  - Дев'ятнадцятий, тринадцятий і тридцятий підводні дивізіони
    - 10 підводних човнів

## Сили США

### Ударне авіаносне з'єднання
- 17-те оперативне з'єднання віце-адмірала Френка Джека Флетчера
  - Оперативна група 17.5 (авіаносна група)
    - Авіаносець «Йорктаун»

  - Оперативна група 17.2 (крейсерська група)
    - Важкі крейсери «Асторія», «Портленд»

  - Оперативна група 17.4 (ескортна група)
    - 6 есмінців
- 16-те оперативне з'єднання віце-адмірала Реймонда Спрюенса
  - Оперативна група 16.5 (авіаносна група)
    - Авіаносці «Ентерпрайз» і «Горнет»

  - Оперативна група 17.2 (крейсерська група)
    - Важкі крейсери «Міннеаполіс», «Нью-Орлеан», «Нортгемптон», «Пенсакола», «Вінсеннес», легкий крейсер «Атланта»

  - Оперативна група 16.4 (ескортна група)
    - 8 есмінців

  - Танкерна група
    - 4 танкери
- Підводні човни — віце-адмірал Роберт Інгліш
  - Оперативна група 7.1
    - 12 підводних човнів

  - Оперативна група 7.2
    - 3 підводних човни

  - Оперативна група 7.3
    - 4 підводних човни

### Гарнізон Мідвею
- Авіагрупа
  - 22-га авіагрупа морської піхоти
  - Підрозділи ВМФ
    - Літаючі човни і торпедоносці

  - Підрозділи ВПС Армії США
    - Бомбардувальники B-26 і B-17
- Сили оборони
  - 6-й батальйон морської піхоти
  - Роти «C» і «D» 2-го рейдерського батальйону морської піхоти
  - 1-й ескадрон торпедних катерів
    - 8 торпедних катерів

  - 4 патрульні катери, 2 судна підтримки, есмінець, танкер, тральщик

## Перед битвою

### Сили США

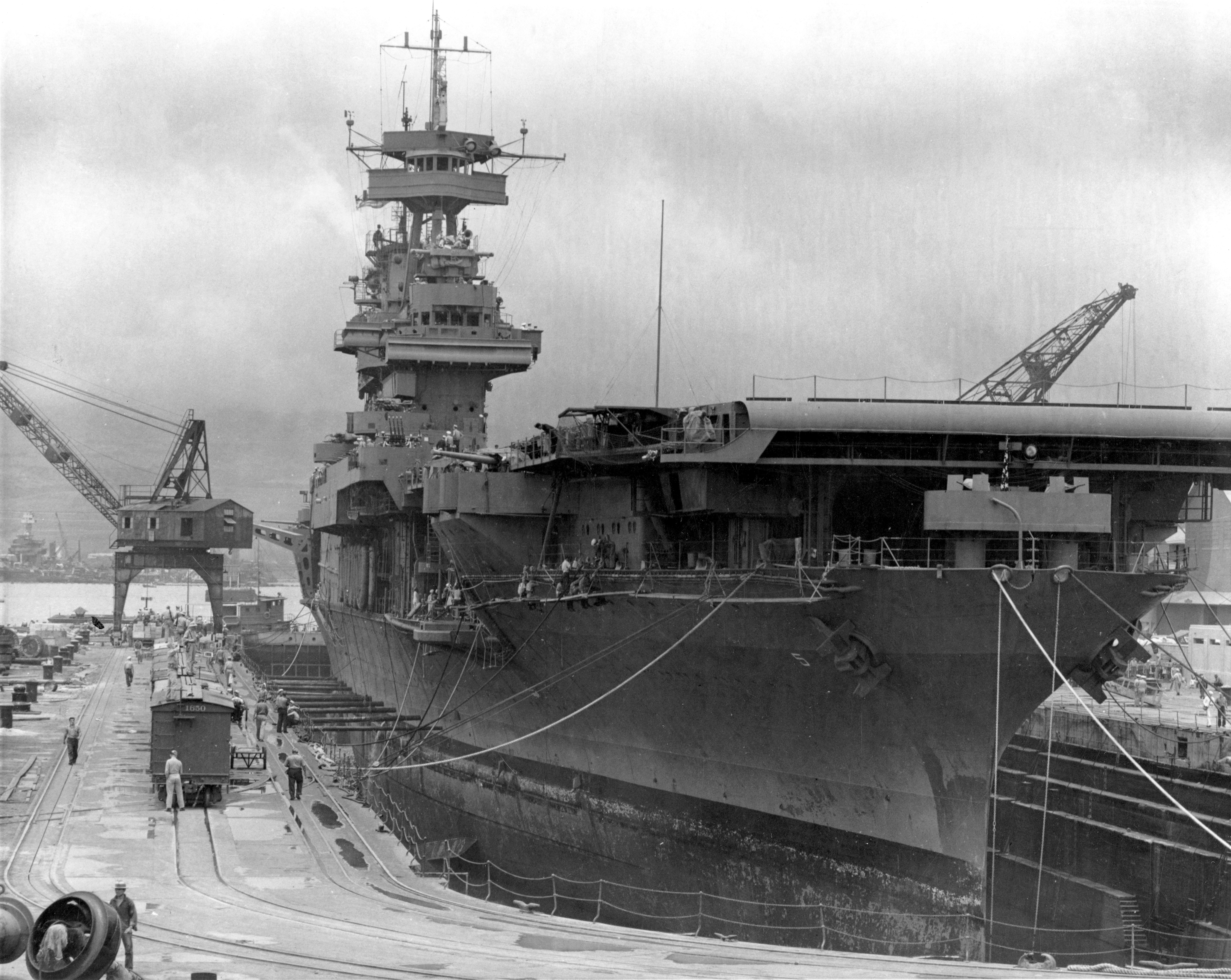
Авіаносець «Йорктаун» у Перл-Гарборі перед битвою

Головнокомандувач ВМС США у Тихому океані Честер Німіц мав у розпорядженні 16-те оперативне з'єднання віце-адмірала Вільям Голсі з двома авіаносцями. Німіц наказав 17-му оперативному з'єднанню віце-адмірала Френка Флетчера повернутися з південного заходу Тихого океану до Перл-Гарбора. Авіаносець «Йорктаун» був серйозно пошкоджений і мав потребу в кількамісячному капітальному ремонту. Проте його оперативно відремонтували за 72 години й ремонтні роботи продовжувалися, коли авіаносець вийшов у море. Авіаносець «Саратога» був на ремонті у П'юджет Саунд (біля Сієтла) і мав отримувати екіпажі, запаси й очікувати ескорт у Сан-Дієго. «Саратога» не встигав до битви. Віце-адмірал Вільям Голсі захворів, тому віце-адмірал Реймонд Спрюенс прийняв під командування 16-те оперативне з'єднання.

### Сили Японії

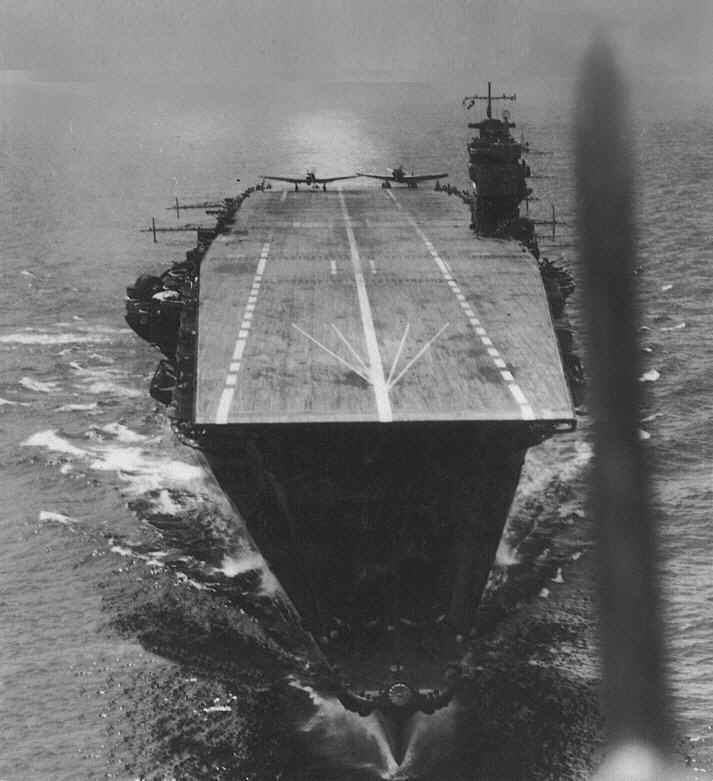
Авіаносець «Акагі» в квітні 1942 р.

Після битви у Кораловому морі авіаносець «Дзуйкаку» був у порту Куре (біля Хіросіми), чекаючи авіагрупу, що мала замінити її знищені літаки. Сильно пошкоджений «Сьокаку» був у ремонті після отримання трьох бомбових влучань. Попри можливість використання авіагрупи з «Сьокаку» на «Дзуйкаку», цього не було зроблено. Тому замість п'ятьох непошкоджених важких авіаносців, адмірал Наґумо мав тільки чотири.
Японські субмарини запізнилися з організацією лінії пікету. Тому авіаносці ВМС США прийшли до пункту збору (на північний схід від Мідвею) непоміченими. Спроба японців використовувати 4-моторні гідролітаки для розвідувальних цілей була зірвана. Пункт заправки літаків — зазвичай порожня бухта мілини Френч-Фрігейт — був зайнятий американськими військовими кораблями (оскільки японці здійснили ідентичну операцію у березні). Через це японці не отримували інформації про пересування американських авіаносців перед битвою.

### Американський і британський злам шифру
Американські й британські криптоаналітики зламали японський шифр JN-25. Завдяки цьому їм стала відома дата нападу на Мідвей — 4 або 5 червня. Також став відомим склад японського флоту.
Завдяки цьому американці перед битвою добре знали японські плани. Німіц був обізнаний, наприклад, що значно переважаючий японський флот ділиться на не менше, ніж на чотири оперативні з'єднання, а ескорт для головної ударної групи авіаносців обмежений кількома швидкими кораблями. Тому американці знали, що протиповітряний захист авіаносців буде обмеженим. Знаючи сили японців, Німіц вважав, що його три авіаносці плюс літаки Мідвею мали приблизно рівні сили проти чотирьох авіаносців Ямамото. Японці, проте, залишалися майже повністю необізнаними щодо сил і намірів супротивника навіть після початку битви.

## Хід битви

### Початкові повітряні удари
Першого удару завдали американці. 3 червня дев'ять важких бомбардувальників B-17 стартували з бази Мідвей і здійснили посилене бомбардування транспортних суден Імператорського флоту. Як виявилося пізніше, жодна з бомб у ціль не влучила.
Віце-адмірал Тюїті Наґумо почав свою першу хвилю нападу 108 літаками о 4:30 4 червня. У той же час він запустив сім розвідувальних літаків і бойовий патруль винищувачів. О 4:45 літаки вишикувалися й лягли на заданий курс — 36 торпедоносців «Nakajima B5N Кейт» з авіаносців «Хірю» і «Сорю», 36 пікіруючих бомбардувальників «Вел» з авіаносців «Акагі» і «Кага» і 36 винищувачів «Зеро», по 9 з кожного авіаносця. Винищувачами прикриття командував Суганамі Мінору.
О 6:20 японська авіація (108 машин) завдала бомбового удару й серйозно пошкодила споруди бази на Мідвеї. Пілоти-винищувачі морської піхоти на «Грумман F4F Вайлдкет», які вже виводили з експлуатації (під командуванням майора Паркса), і застарілих «Брюстер F2A» (капітана Армстейда) зустріли японські літаки й зазнали катастрофічних втрат. Вони змогли знищити декілька бомбардувальників і щонайменше три «Зеро», але більшість американських машин було збито винищувачами Мінору. На базу Мідвей повернулося 10 літаків із 25, причому 4 розбилися при посадці. 221-а авіагрупа була знищена. Однак американський протиповітряний вогонь був точний та інтенсивний і пошкодив кілька японських літаків. Японці усвідомили, що острівна ударна авіація вже злетіла для завдання протикорабельного удару. Лейтенант Томонага доповів, що американські бомбардувальники встигли залишити базу до нальоту і наземна оборона не подавлена, тому перед висадкою десанту потрібен ще один удар з повітря.

## Атака Фейберлінга й Коллінза
Бомбардувальники з Мідвею справді встигли злетіти й завдати удару японським авіаносцям.
Атакуюча група складалася з шести торпедоносців Грумман TBF Евенджер (лейт. Файберлінг, вони піднялися з Мідвея о 6.10) і чотирьох бомбардувальників Мартін B-26 Мародер (кап. Коллінз), також озброєних торпедами. Через відсутність винищувачів прикриття з американського боку атака була відбита японськими винищувачами без помітної шкоди для кораблів, при цьому були збиті всі атакуючі літаки, крім одного Евенджера та двох B-26.
Адмірал Наґумо, згідно з тогочасною японською авіаносною доктриною, тримав половину авіації в резерві. Цей резерв складався з ескадрильї пікіруючих бомбардувальників і ескадрильї торпедоносців (всього було 36 пікіруючих бомбардувальників з «Хірю» і «Сорю», 36 торпедоносців з «Акагі» і «Кага» і 36 винищувачів, по 9 із кожного авіаносця). Останні вже були озброєні торпедами, пікіруючі бомбардувальники ще не були озброєні ними. За результатами атаки на Мідвей, і за рекомендацією командира вранішнього нальоту щодо потреби в другому ударі, Наґумо о 7:15 наказав переозброїти запасні літаки бомбами загального призначення для застосування по сухопутних цілях. Переозброєння тривало півгодини, коли о 7:40 розвідувальний літак з крейсера «Тоне» повідомив про виявлення значних американських сил у східному напрямку. Наґумо наказав переозброїти літаки торпедами й наказав розвіднику з'ясувати склад американських сил. Минуло 40 хвилин, доки розвідник виявив і повідомив про наявність одного авіаносця США, іншого він не помітив.

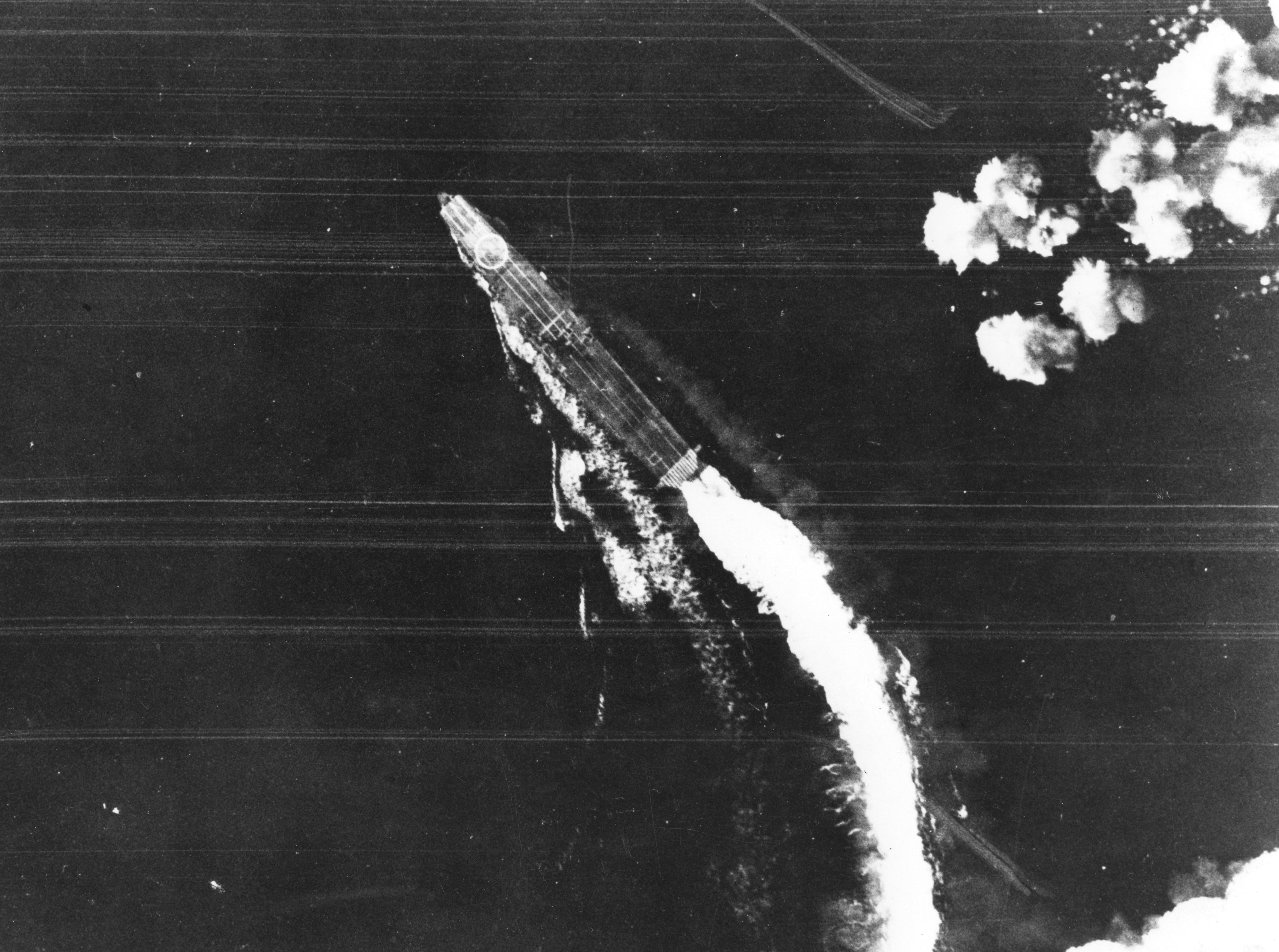
«Хірю» маневрує під атакою бомбардувальниками Б-17.

Адмірал Наґумо був у скрутному становищі. Контрадмірал Тамон Ямагуті, командир другого авіаносного дивізіону, рекомендував Наґумо атакувати негайно наявними силами. Наґумо мав можливість негайно надіслати резервні ескадрильї проти американських кораблів, але мав діяти швидко, тому що перша ударна хвиля поверталася з Мідвею. У них кінчалося пальне, вони мали поранених, і їм було потрібно негайно сісти.
Запуск у повітря резервної авіації потребував щонайменше 30—45 хвилин. До того ж, у разі негайного вильоту частина резервних літаків не мала б належного протикорабельного озброєння. Японська авіаносна доктрина віддавала перевагу ударам повним складом, і за відсутності підтвердження, що американські сили мали в складі авіаносці (до 8:20), Наґумо був обережним. Крім того, атака американських сил о 7:53 була аргументом, щоб атакувати Мідвей. Зрештою, Наґумо вирішив дочекатися приземлення першої ударної хвилі, потім випустити резервні ескадрильї, які на той час були б належним чином озброєні.

### Авіаційні удари по японському флоту

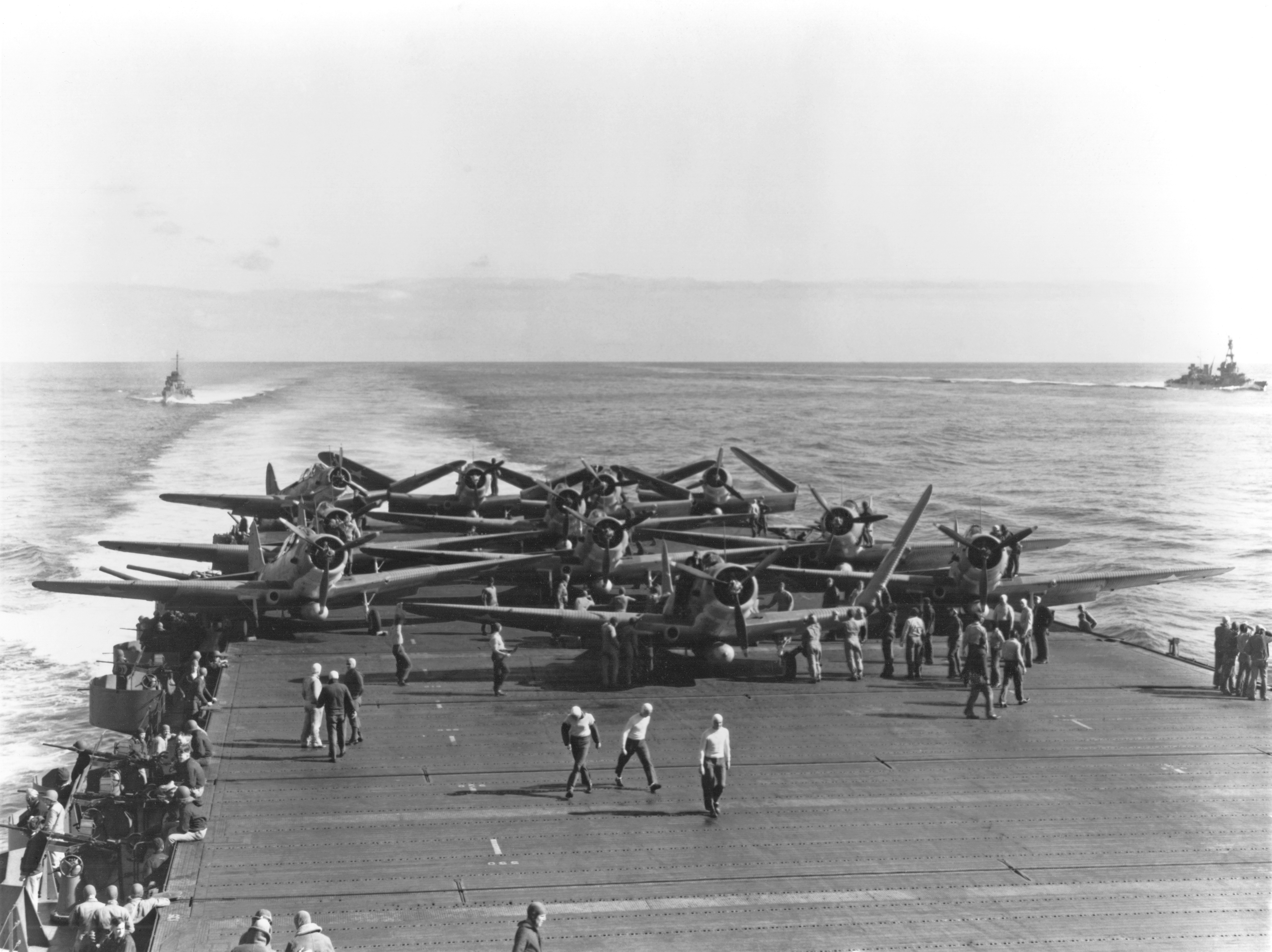
Торпедоносці «Девастейтор» ескадрильї VT-6 на «Ентерпрайзі» під час битви за Мідвей.

Тим часом американська авіація з авіаносців вилетіла проти японців. Американські літаючі човни «Каталіна» вели спостереження з раннього ранку, тому командування сил США знало приблизне розташування японського флоту.
Незадовго до 7:00 літаки 16-го оперативного з'єднання Спрюенса почали виліт. Зліт 20 винищувачів «Вайлдкет», 67 пікіруючих бомбардувальників «Донтлес» і 29 торпедоносців «Девастейтор» тривав більше години. Помітивши на горизонті японського розвідника, Спрюенс наказав лейтенант-командеру МакКласкі, командиру пікіруючих бомбардувальників, не чекати на інші літаки й прямувати до цілі. Спрюенс залишив для прикриття з'єднання 36 «Вайлдкетів». «Йорктаун» Флетчера, що був за 25 миль у кільватері «Ентерпрайза» й «Горнета», почав запуск 17 «Донтлес», 16 «Девастейторів» і 6 «Вайлдкетів» о 8-й годині. Другу половину літаків Флетчер тримав у резерві. О 8:30 155 американських літаків трьома хвилями прямували до японського флоту.
Першими о 9:20 почали атаку 15 «Девастейторів» восьмої торпедоносної ескадрильї (VT-8) з «Горнета». О 9:40 її продовжили 14 торпедоносців шостої торпедоносної ескадрильї (VT-6) з «Ентерпрайзу». Всі торпедоносці ескадрильї VT-8 були збиті (тільки один пілот урятувався). Було збито й 10 торпедоносців ескадрильї VT-6. «Девастейтори» були дуже повільними й стали легкою здобиччю японських винищувачів «Зеро». Проте, попри їх величезні втрати, американські торпедоносці досягли трьох важливих результатів. По-перше, японські авіаносці були зайняті обороною й не могли контратакувати. По-друге, напади змусили японський бойовий повітряний патруль залишити позиції — частина японського флоту виявилася без захисту. По-третє, у багатьох «Зеро» закінчувався боєзапас і паливо. Поява з південного сходу 12 торпедоносців ескадрильї VT-3 з «Йорктауна» о 10:00 відволікла більшість японських винищувачів у південно-східний квадрант флоту. Їх ескорт із 6 винищувачів був замалим для належного захисту і 10 «Девастейторів» теж було збито.
У той час, коли японці помітили ескадрилью VT-3, дві окремі групи літаків (три ескадрильї) американських пікіруючих бомбардувальників «Донтлес» наближалися до японського флоту з північного сходу й південного заходу. Американські пікіруючі бомбардувальники прибули для атаки на японські авіаносці, коли японська ударна авіація заповнила палуби ангара, паливні шланги зміїлися через палуби, а переозброєння означало, що бомби й торпеди були в ангарі, а не на складі боєприпасів. Японські авіаносці були в надзвичайно уразливому стані.
Починаючи з 10:22, авіація з «Ентерпрайзу» атакувала авіаносець «Кага», одночасно авіація з «Йорктауна» напала на авіаносець «Сорю», через чотири хвилини літаки «Ентерпрайзу» атакували авіаносець «Акагі». Одночасно торпедоносці VT-3 атакували авіаносець «Хірю». Хоча атака торпедоносців на «Хірю» була безуспішною, однак пікіруючі бомбардувальники за шість хвилин провели атаки й спричинили сильні пожежі на трьох інших цілях. «Акагі» уразила тільки одна бомба, якої було достатньо; вона вибухнула на верхній палубі ангара серед озброєної й заправленої авіації. Інша бомба вибухнула поруч авіаносця й заподіяла критичне пошкодження руля. «Сорю» отримав три влучання бомб у палуби ангара; «Кага» отримав щонайменше чотири влучання (імовірно більше). Усі три авіаносці були врешті-решт залишені й потоплені.

### Японські контратаки

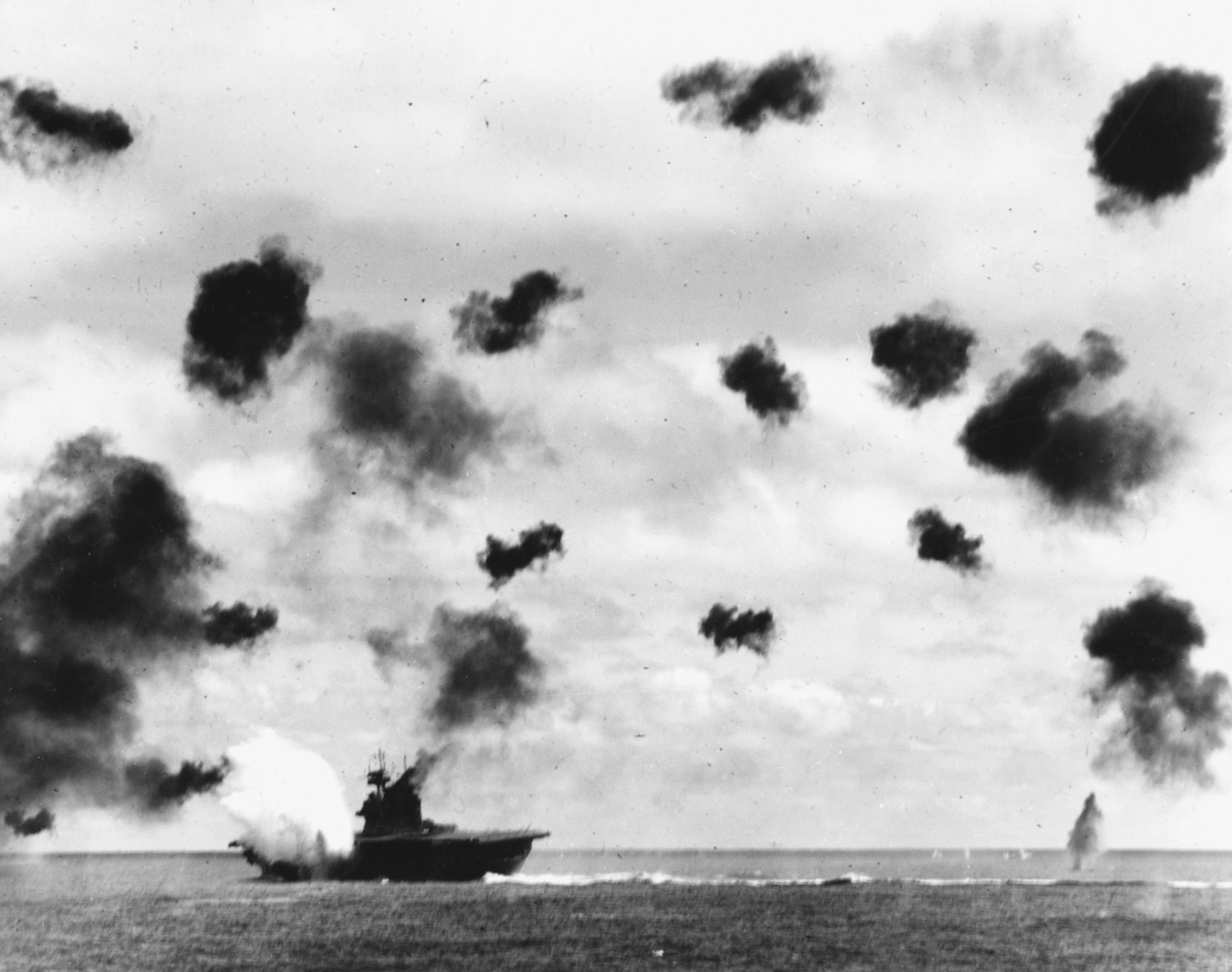
«Йорктаун» пошкоджено торпедою

«Хірю» не марнував часу й завдав контрудару. Перший наліт японських пікіруючих бомбардувальників пошкодив «Йорктаун» двома влучаннями бомб, але ремонтні команди авіаносця відремонтували його так швидко (за годину), що командир другого нальоту японських торпедоносців вважав його іншим, непошкодженим авіаносцем. Після двох торпедних влучень двигуни «Йорктауна» зупинилися й він втратив електроживлення. Адмірал Флетчер мав перейти на важкий крейсер «Асторія».
Японські пілоти повідомили, що кожна атака призвела до затоплення американського авіаносця, що дуже поліпшило моральний стан команди авіаносної ударної групи. Літаки, що залишилися від авіації чотирьох авіаносців, приземлилися на «Хірю». Там вони готувалися для нападу проти останнього (як вони вважали) авіаносця США.
Коли американська розвідувальна авіація знову знайшла «Хірю», о 15:30 з «Ентерпрайза» злетіли 24 пікіруючі бомбардувальники, включаючи 10 «Донтлесс» «Йорктауна». Бомбардувальники почали атаку о 17 годині й влучили чотирма бомбами у японський авіаносець, викликавши сильні пожежі. Бомбардувальники «Горнета» вилетіли пізніше й атакували інші кораблі, але не мали успіху. «Хірю» продовжував горіти й був затоплений японцями наступного дня. Контр-адмірал Тамон Ямагучі вирішив розділити долю свого корабля.
Після настання темряви сторони почали планувати продовження дій. Адмірал Флетчер відчував, що він не міг адекватно командувати з крейсера й передав оперативне командування Спрюенсу. Спрюенс розумів, що Сполучені Штати здобули велику перемогу, але він все ще знав, скільки японських кораблів залишалося поблизу. Тому він вирішив увечері відійти на схід, щоб не нариватися на нічне зіткнення з японськими силами. Уранці він повернув на захід, щоб мати можливість прикрити Мідвей на випадок вторгнення.
Ямамото спочатку вирішив продовжити зусилля і послав свій флот на схід у пошуках американських авіаносців. Проте ніч минула, а будь-яких ознак американців не було виявлено, й о 2:55 Ямамото наказав його кораблям відходити на захід.

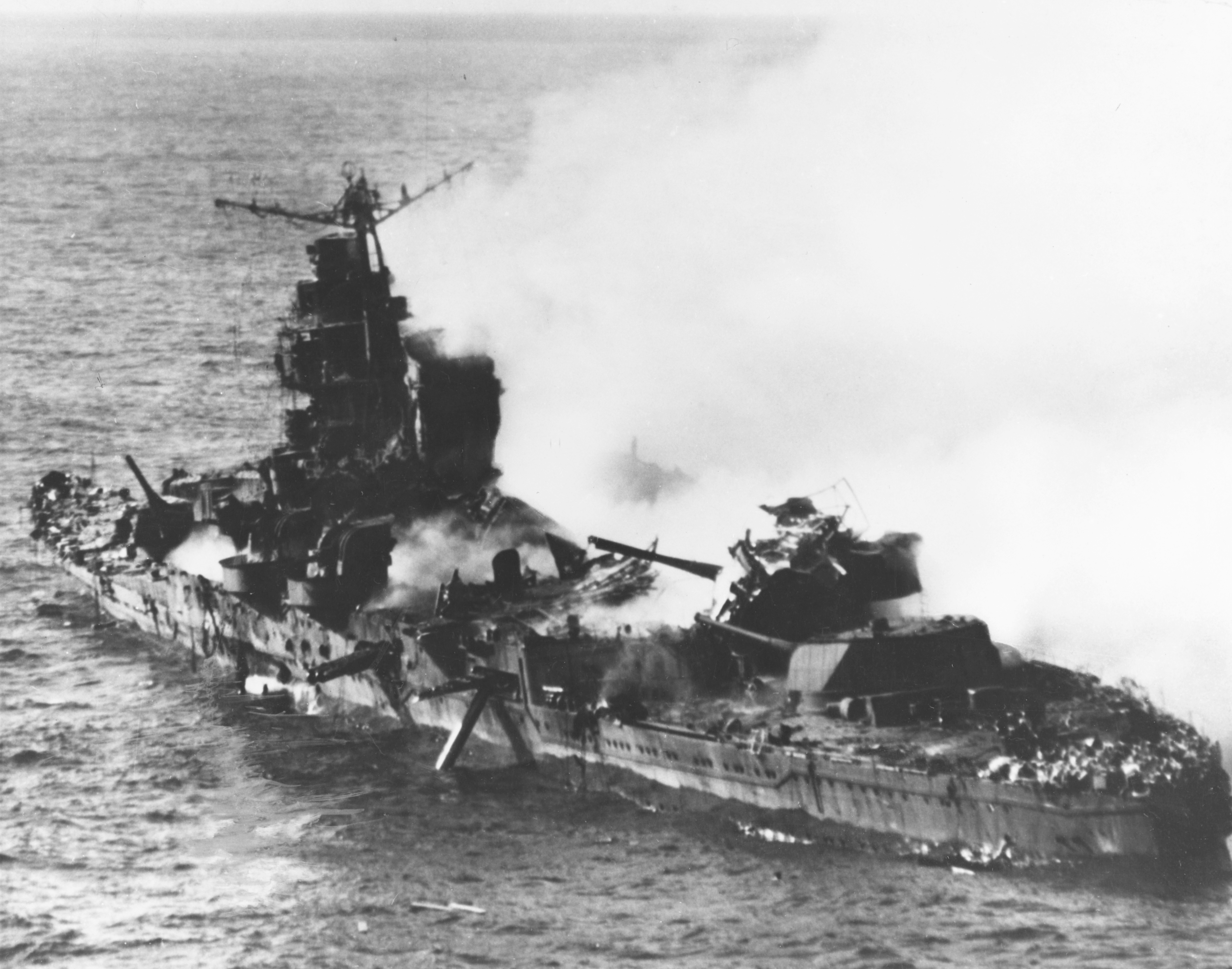
Японський крейсер «Мікума» перед потопленням

Під час відходу колона японських крейсерів помітила підводний човен, почала радикальні маневри ухилення і важкі крейсери «Мікума» і «Могамі» зіштовхнулися. Пошкоджені крейсери сповільнилися й були атаковані американськими літаками 6 червня. «Мікума» був потоплений, «Могамі» отримав важкі пошкодження, але дістався до порту.
7 червня «Йорктаун» був потоплений трьома торпедами японського підводного човна І-168. Більшість команди вже залишила корабель, тому людські втрати були невеликі. Однією торпедою також був потоплений есмінець «Гаман», який забезпечував «Йорктаун» електрикою.

## Підсумки
Втрата Японією чотирьох важких авіаносців (із шести наявних), а також багатьох екіпажів літаків зупинила розширення військової сфери впливу Японської Імперії в Тихому океані. Для ведення наступальних дій залишилися тільки «Дзуйкаку» і «Сьокаку». Інші наявні японські авіаносці — «Рюдзьо», «Дзюнйо» і «Хійо» — були легкими. Ця велика поразка Японії сталась через шість місяців після початку бойових дій проти Сполучених Штатів. Ці шість місяців — той час, протягом якого, за передбаченням адмірала Ісороку Ямамото, Японія мала утримувати перевагу над ворогом. Втрати японців склали 4 важких авіаносці, 1 важкий крейсер, 228 літаків і близько 2500 осіб, серед яких були найдосвідченіші пілоти японської палубної авіації. Американці втратили 1 важкий авіаносець, 1 есмінець, 150 літаків, 307 військовослужбовців. Японія втратила ініціативу до кінця війни й була вимушена перейти до оборонних дій.
Битва за Мідвей показала, що авіаносець став головним кораблем на Тихому океані. Втративши 4 важкі авіаносці, головнокомандувач об'єднаним флотом Японії адмірал Ямамото був вимушений відступити, хоча в його розпорядженні все ще залишалося близько 100 кораблів, зокрема, 11 лінкорів.

## У культурі
Битві за Мідвей присвячені низка книг та художніх фільмів.

### Книги
- «Неймовірна перемога» (англ. Incredible Victory) письменника Вальтера Лорда (англ. Walter Lord)
- «Зламаний меч: нерозказана історія битви за Мідвей» (англ. Shattered Sword: The Untold Story of the Battle of Midway) Ентоні Таллі (англ. Anthony P. Tully та Джонатана Паршала (англ. Jonathan Parshall)

### Фільми
- «Мідвей» — фільм 1976 року
- «Ісороку» — фільм 2011 року про адмірала Ямамото Ісороку та війну на Тихому океані від 1941 по 1943 роки
- «Мідвей» — фільм 2019 року